# 1948 (film)
1948 è il primo documentario scritto e diretto da Mohammad Bakri nel 1998. Il film affronta il tema dell'esodo palestinese.

## Trama
Nel documentario vengono annotati i ricordi di un gruppo di anziani palestinesi e israeliani. Gli intervistati sono soprattutto i reduci dalle espulsioni del 1948, i quali descrivono i momenti in cui diventarono profughi e persero le loro abitazioni. Le altre interviste includono gli interventi di alcuni ebrei che presero parte alla Nabka. I loro racconti si alternano a scene d'archivio storico ed estratti recitativi tratti da Il Pessottismista, un adattamento teatrale dell'omonimo romanzo di Emile Habibi scritto e interpretato da Mohammad Bakri. Nel film sono utilizzate anche le poesie di Mahmoud Darwish, poeta palestinese della resistenza, cantate dalla giovane figlia del regista, Yafa Bakri.

## Distribuzione
Il film non fu proiettato al cinema né in televisione. Fu presentato per la prima volta in Israele nel 2002 durante un evento speciale nel villaggio di Neve Shalom. Dopo il dibattito che seguì l'uscita di Jenin, Jenin, il film fu in seguito proiettato nella cornice di festival cinematografici o culturali dedicati alla Palestina.